# Blind Zero
Blind Zero sind eine portugiesische Grunge/Rock-Band aus Porto.

## Geschichte
Die Band wurde im Januar 1994 in Porto gegründet. Auftreten, Musikstil und Gesang orientierten sich am Grunge, insbesondere der populären Band Pearl Jam. Das Debüt-Album Trigger 1995 wurde von Ronnie S. Champagne produziert, der zuvor für Bands wie Alice in Chains und Jane’s Addiction arbeitete. Blind Zero nahmen danach einige Songs in einem Projekt mit der Hip-Hop-Gruppe Minda da Gap auf, veröffentlichten den Mitschnitt ihres Unplugged-Konzertes auf Antena 3, und traten häufig auf großen Festivals im Land auf, darunter Super Bock Super Rock (1995 und 2005), die Festa do Avante! (2007), und in Paredes de Coura (1998).
Die Band wurde 2003 bei den MTV Europe Music Awards als Best Portuguese Act ausgezeichnet. 2010 erreichte ihr Album Luna Park die Top 10 der Verkaufscharts in Portugal.

## Diskografie
- 1995: Recognize (EP)
- 1995: Trigger (Teilauflage mit Bonus-Live-CD)
- 1996: Transradio (Live)
- 1996: Flexogravity (EP, mit Mind da Gap)
- 1996: Trashing the Beauty (EP)
- 1997: Redcoast
- 2000: One Silent Accident
- 2003: A Way to Bleed Your Lover (CD/DVD)
- 2005: The Night Before and a New Day
- 2007: Time Machine – Memories Undone (Live Unplugged)
- 2010: Luna Park
- 2013: Kill Drama
- 2015: Kill Drama II

## Videoalben
- 2001: A Way to Bleed Your Lover (CD/DVD)
- 2004: MTV – Live in Milan